# Aubrac
Aubrac este o arie protejată (sit de importanță comunitară — SCI) din Franța întinsă pe o suprafață de 723 ha, integral pe uscat.

## Localizare
Centrul sitului Aubrac este situat la coordonatele 44°46′28″N 3°00′01″E / 44.77444°N 3.00028°E.

## Înființare
Situl Aubrac a fost declarat arie specială de conservare în baza directivei 92/43 din 1992 referitoare la conservarea habitatelor naturale și a faunei și florei sălbatice pentru a proteja 3 specii de plante și 1 specie de animale.

## Biodiversitate
Situată în ecoregiunea continentală, aria protejată conține 14 habitate naturale: Fânețe montane, Turbării active, Depresiuni pe substraturi de turbă de Rhynchosporion, Mlaștini împădurite, Păduri de fag acidofile atlantice, cu subarboret de Ilex și, uneori, de asemenea, Taxus, la nivelul arbuștilor (Quercion robori-petraeae sau Ilici-Fagenion), Mlaștini turboase de tranziție și turbării mișcătoare, Mlaștini oligotrofe degradate, capabile încă de regenerare naturală, Formațiuni ierboase bogate în specii de Nardus, dezvoltate pe substraturi silicioase în zone montane (și în zone submontane, în Europa continentală), Pajiști uscate europene, Formațiuni montane de Cytisus purgans, Pajiști cu Molinia pe soluri calcaroase, turboase sau argilos-nămoloase (Molinion caeruleae), Liziere de ierburi înalte hidrofile de câmpie și de nivel montan până la alpin, Ape stătătoare oligotrofe până la mezotrofe, cu vegetație de Littorelletea uniflorae și/sau de Isoëto-Nanojuncetea, Roci stâncoase cu vegetație pionieră de Sedo-Scleranthion sau Sedo albi-Veronicion dillenii.
La baza desemnării sitului se află mai multe specii protejate:
- plante (3): Bruchia vogesiaca, Hamatocaulis vernicosus, Luronium natans
- nevertebrate (1): fluturele auriu (Euphydryas aurinia)

Pe lângă speciile protejate, pe teritoriul sitului au mai fost identificate 16 specii de plante, 8 specii de păsări, 7 specii de amfibieni, 3 specii de nevertebrate, 3 specii de reptile.